# Епархия Давида
Епархия Давида (лат. Dioecesis Davidensis) — епархия Римско-Католической церкви с центром в городе Давид, Панама. Епархия Давида входит в митрополию Панамы. Епархия Давида распространяет свою юрисдикцию на всю территорию провинции Чирики. Кафедральным собором епархии Давида является церковь святого Давида в городе Давид.

## История
6 марта 1955 года Римский папа Пий XII издал буллу "Amantissimus Deus", которой учредил епархию Давида, выделив её из архиепархии Панамы.
7 октября 1962 года епархия Давида передала часть своей территории для возведения новой территориальной прелатуры Бокас-дель-Торо.

## Ординарии епархии
- епископ Tomás Alberto Clavel Méndez (24.-7.1955 — 3.03.1964) — назначен архиепископом Панамы;
- епископ Daniel Enrique Núñez Núñez (4.06.1964 — 11.01.1999);
- кардинал Хосе Луис Лакунса Маэстрохуан OAR[1] (2.06.1999 — 15.02.2024);
- епископ Luis Enrique Saldaña Guerra, O.F.M. (15.02.2024 — по настоящее время).

## Источник
- Annuario Pontificio, Libreria Editrice Vaticana, Città del Vaticano, 2003, ISBN 88-209-7422-3
- Булла Amantissimus Deus, AAS 47 (1955), стр. 529